# ابن النقيب المقدسي
أبو عبد الله بن محمد بن سليمان بن الحسن بن الحسين، العلامة جمال الدين البلخي الأصل، المقدسي، الحنفي، الشهير بـ ابن النقيب.

## مولده
ولد بالقدس في منتصف شعبان سنة إحدى عشرة وستمائة (611 هـ)، وذكر صاحب « الأنس الجليل بتاريخ القدس والخليل » أن ميلاده كان في نصف شعبان سنة إحدى وعشرين وستمائة (621 هـ)، والأشهر والأصح ما نقله ابن كثير الدمشقي والذهبي وابن قطلوبغا أن ميلاده كان سنة إحدة عشرة وستمائة (611 هـ).

## كلام العلماء فيه
وصفه الحافظ الذهبي بأنه «الإمام القاضي المفسر العلامة الزاهد»، وقال عنه في موضع آخر: «كان إماما زاهداً عابداً مقصوداً بالزيارة متبركا به أمارا بالمعروف كبير القدر».
ووصفه شمس الدين الداودي في «طبقات المفسرين» بأنه «كان أمّارا بالمعروف، نهّاء عن المنكر، لا يخاف من ذي سطوة، أنكر على الأمير علم الدين سنجر الشجاعي، وقال له: أنت ظالم، لا تخف الله، فاحتمله وهابه وطلب رضاه».
ونقل الداودي أنه كان بعينيه شيء من الضعف.

## شيوخه
- روى الحديث عن يوسف بن المخيلي.[9]
- شهاب الدين السهروردي وأخذ عنه طريق السلوك.[10]

## تلاميذه
- الحافظ الذهبي الذي قال عنه: «سمعت منه بمصر»[11] وقد سمع منه الحديث مدة مقامه في مصر لما كان ابن النقيب يدرس بالمدرسة العاشورية بالقاهرة.
- المحدث المؤرخ، علم الدين البرزالي [8] وقد أخذ منه الحديث.
- محمد بن عبد الرحمن بن سامة وقد سمع منه الحديث.
- الفقيه اللغوي أبو حيان الأندلسي، أخذ عنه التفسير.[12]
- شيخ الإقراء الإمام الجعبري.[8]

## مؤلفاته
1. تفسير ابن النقيب وهو «التحرير والتحبير لأقوال أئمة التفسير في معاني كلام السميع البصير» ويُعد من أكبر التفاسير للقرآن حيث بلغ عدد مجلداته 99 مجلداً[11] ومخطوطات هذا التفسير توجد قطعة باقية منه بمكتبة الفاتح بتركيا من سورة المدثر حتى آخر القرآن الكريم، وعنها مصورة «بمعهد المخطوطات العربية بالقاهرة[13]» و«بالخزانة العامة» بالرباط بالمملكة المغربية جزء آخر يشتمل على تفسيره سورة الشعراء والنمل والقصص وقام معهد المخطوطات العربية بالكويت بإستنساخ نسخة منه.
2. مقدمة تفسير ابن النقيب في علم البيان والمعاني والبديع وإعجاز القرآن والمطبوع خطأ بعنوان «الفوائد المشوق إلى علوم القرآن وعلم البيان» لابن قيم الجوزية. قال د. زكريا سعيد علي: «ما نُشِر تحت عنوان» الفوائد المُشَوِّق«، أو» كنوز العرفان«منسوبًا إلى الإمام ابن قيم الجوزية - هو في حقيقتِه مقدمة الشيخ ابن النقيب في علوم البلاغة، التي جعلها أمام تفسيره الكبير للقرآن الكريم»،[14][15] وهو اختصار لكتاب الإشارة إلى الإيجاز في بعض أنواع المجاز للعز بن عبد السلام. وقد تناول في أوله بعض مباحث البيان من حقيقة ومجاز واستعارة وتمثيل. أما في القسم الأول من مقدمة التفسير فتحدث عن الكناية ثم محسنات البديع المعنوية والتي شملت ثمانين نوعاً، أما القسم الثاني فخصصه للمحسنات البديعية اللفظية والتي شملت أربعة وعشرين نوعاً.
3. فوائد من التحرير والتحبير لأقوال أئمة التفسير وهو متوفر بالمكتبة الأزهرية تحت رقم (395 مجاميع) 14479 في التفسير من صفحة 62 - 93.
4. قصيدة منهاج العارف المتّقى ومعراج السالِكَ المرتقى وصفها الداودي بأنها طويلة جداً تدخل في أربعين ورقة.[16]

## وفاته
كان قد قدم القاهرة وعمل بالتدريس ثم فارقها عائداً إلى بلده القدس، وهنا يذكر بعض من ترجم له أنه مات وهو في طريق عودته، ومنهم من قال أنه عاد إلى القدس واستوطن فيها إلى أن مات في محرم سنة ثمانٍ وتسعين وستمائة (698 هـ) عن عمر يناهز 87 سنة.